# Cultura kurgan

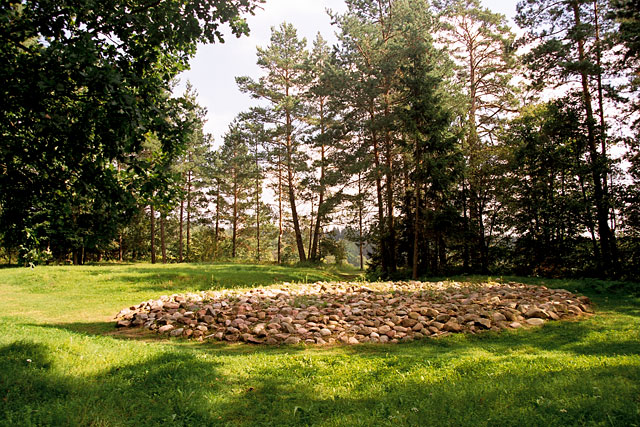
Kurgan sudoviano nei pressi di Suwałki, Polonia

La cultura kurgan è l'insieme di quelle culture preistoriche e protostoriche dell'Eurasia (Europa orientale, Asia centrale e Siberia, fino ai Monti Altai e alla Mongolia occidentale), che usavano seppellire i morti di alto rango in tumuli funerari chiamati appunto kurgan, edificati a partire dal 4000 a.C. circa e particolarmente nell'Età del Bronzo.
Deriva da una parola turco-tartara che indica collinette o tumuli contenenti una sepoltura in una tomba a fossa, una casa sepolcro o una tomba a catacomba. In letteratura russa si trova anche il termine jamna.

## Storia
I kurgan più antichi pare siano comparsi tra le popolazioni dell'età del rame nel Caucaso (tra questi il kurgan di Majkop nella valle ed il fiume Kuban' nell'ordierna Adighezia) e poco dopo nella steppa russa meridionale e in Ucraina. Subito dopo l'influenza delle culture kurgan si propaga nella maggior parte dell'Europa orientale, centrale settentrionale e meridionale.
Le comunità della locale tarda età del rame si caratterizzano per l'introduzione dell'anfora globulare, della ceramica cordata, dell'ascia da guerra in pietra, e per la domesticazione del cavallo.
Dall'inizio del II millennio a.C. si possono riconoscere chiaramente varietà regionali derivate dalla cultura kurgan (culture a tomba singola), mentre in Russia la tradizione del kurgan persistette a lungo (tombe a catacomba).
Qualche volta i tumuli presentano strutture complesse con camere sotterranee. All'interno delle camere nel centro del kurgan, i membri di alto rango erano inumati con beni di lusso e offerte sacrificali, quali cavalli e carri da guerra.

## Ipotesi kurganica
L'ipotesi kurganica è una teoria, proposta primariamente da Marija Gimbutas, che postula una stretta relazione tra le primitive culture kurgan e il popolo protoindoeuropeo. La cultura di Andronovo è stata in particolare associata agli Iranici della Siberia, connessi con gli Sciti.

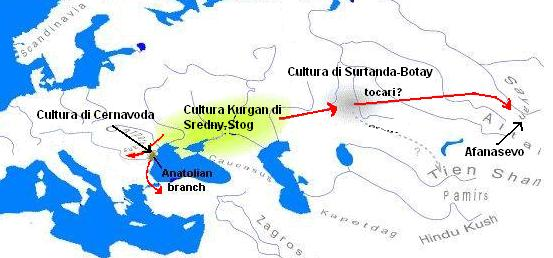
Secondo l'ipotesi kurgan, il focolare primitivo degli indoeuropei sarebbe da identificare con il complesso di culture kurgan a nord del Mar Nero (zona dell'antica Sarmatia). In una fase antica (dopo il 4500 a.C.) si sarebbero staccati il ramo anatolico (forse la Cultura di Cernavodă) e il ramo tocario, probabilmente la cultura di Afanasevo. Successivamente tutti gli altri rami.

L'ipotesi correntemente più accettata è che i protoindoeuropei abitassero alcune regioni della Russia meridionale attorno al mar Nero (cultura kurgan dell'ascia da combattimento, cultura di Sredny-Stog) proposto dalla Gimbutas.
Questa ipotesi è anche supportata dai risultati delle moderne indagini genetiche del professore Luigi Cavalli-Sforza (picco in Russia meridionale della III componente principale della composizione genetica delle popolazioni Europee moderne).
La proposta che le culture kurgan siano invece da collegare ai proto-turchi trova una serie di difficoltà linguistiche ed antropologiche.

### Antropologia fisica
Sebbene con il termine kurgan ci si riferisca ad un fenomeno essenzialmente culturale, si osserva che, nelle steppe occidentali (ma nelle fasi antiche fino anche in Mongolia e sui monti Sajany-Altai), i cadaveri intumulati manifestano caratteristiche europoidi.
In particolare, data l'alta statura, la forma del cranio ed altre caratteristiche fisiche che si ritrovano frequentemente nei tumuli del tipo kurgan, si può asserire che almeno nelle prime fasi le culture kurgan furono diffuse da una popolazione europoide di tipo cromagnonoide.
Successivamente nelle regioni orientali si assiste all'apparire delle caratteristiche mongoloidi (probabilmente già nella cultura di Karasuk), come si può ben vedere nei kurgan di Pazyryk, un fenomeno questo che sembra accompagnarsi alla sostituzione delle lingue iraniche in Asia centrale e in Siberia da parte delle lingue turco-mongole.

## Kurgan più noti
Di seguito alcuni tra i più noti Kurgan:

### Kurgan di Majkop
Nella valle del fiume Kuban' nel Caucaso settentrionale si trova Majkop, località con una delle più ricche sepolture di tipo kurgan mai scoperte. Il tumulo, risalente alla cultura del primo Kuban' (metà o fine del III millennio a.C.), ricopre una casa sepolcro in legno, divisa in tre settori. Nel settore centrale vi è la sepoltura di un uomo di alto rango ricoperto di ocra. L'uomo giace sotto un baldacchino con sostegni d'oro d'argento ed è accompagnato da utensili ed armi in bronzo, ornamenti d'oro e vasellame d'argento decorato con incisioni di scene di animali. La lavorazione mostra somiglianze con la Mesopotamia e l'Asia sud-occidentale.

### Kurgan di Pazyryk
A Pazyryk nella regione dei monti Altaj è presente un gruppo di circa 40 tombe kurgan.
Le sei tombe che sono state scavate consistono di fosse di 6 m² coperte da un basso cumulo di sassi. Il tipo di costruzione e le condizioni ambientali hanno consentito un'ottima conservazione del contenuto delle tombe a partire dalla deposizione avvenuta dal V fino al III millennio a.C.
Una ricca raccolta di vestiario di stoffa e di feltro era liberamente decorata con animali tipici dell'arte delle steppe, mostrando influenze sia persiane Achemenidi sia cinesi. Inoltre erano presenti carri a quattro ruote smontati, uno di costruzione molto più leggera di tipo cinese. Nelle tombe, che pure erano state violate, sono rimasti tre cadaveri: un uomo e sua moglie (tomba 2) ed un uomo (tomba 5). Mentre il primo individuo manifesta caratteristiche mongoloidi, gli ultimi due individui erano chiaramente europoidi. Gli uomini erano molto tatuati e tutti i corpi erano imbalsamati. Sembra ragionevole supporre che si tratti di una popolazione da collegarsi con gli Sciti o i Saci.

### Altri kurgan
- Il Kurgan di Ipatovo ha rivelato una grande quantità di sepolture, scavate nel 1998–1999, le più antiche delle quali sono attribuibili alla cultura Majkop datate intorno al 4000 a.C., mentre la più recente è quella della principessa sarmata del III secolo a.C.
- Il Kurgan 4 a Kutuluk nei pressi di Samara, Russia, datato a circa il XXIV secolo a.C., contenente lo scheletro di un uomo, di età stimata tra i 35 e 40 anni e alto circa 152 cm.[2] Posato sul gomito sinistro piegato dello scheletro c'era un oggetto di rame della lunghezza di circa 65 cm, con una lama con una sezione trasversale a forma di diamante e bordi affilati, ma senza punta, ed un'elsa, probabilmente in origine avvolta nel cuoio. Non è noto nessun oggetto simile dalle culture delle steppe eurasiatiche dell'Età del Bronzo, e l'oggetto è stato paragonato al vajra, il fulmine del dio indiano Indra.
- Kurgan di Novoveličkovskaja del circa 2000 a.C. sul fiume Ponura, nella regione di Krasnodar, Russia meridionale, contenente i resti di 11 persone, inclusa una coppia abbracciata, sepolte con strumenti in bronzo, intagli in pietra, gioielli, e vasi di ceramica decorati con ocra rossa. La tomba è associata con i nomadi della cultura di Novotitorovka.
- Kurgan di Issyk, 31 miglia ad est di Almaty, nel Kazakistan meridionale, contenente uno scheletro, forse femminile, con 4.000 ornamenti d'oro, con un copricapo che ricorda i cappelli da sposa kazaki, scoperto nel 1969.
- Kurgan 11 del cimitero di Berel, scavato nel 1998, nella valle del fiume Buchtarma nel Kazakistan, contenente una tomba principesca datata al 300 a.C. circa, arricchita da oggetti di legno, decorazioni in metalli, frammenti di stoffe, con una dozzina di cavalli sacrificati, conservati con la loro pelle, pelo, briglie, e selle intatti, seppelliti l'uno accanto all'altro su un letto di corteccia di betulla vicino a una camera funeraria contenente la sepoltura saccheggiata di due nobili Sciti.
- Kurgan di Ryzhanovka, scavato nel 1996, alto 10 metri a 125 km a sud di Kiev, contenente la tomba di un capo scita, III secolo a.C.
- Kurgan di Aleksandrovo, un kurgan tracico circa del IV secolo a.C.
- Kurgan di Håga, un grande kurgan della Età del Bronzo Nordica circa del 1000 a.C.
- Kurgan Tolstaja Mogila.